# Serra Grande
Serra Grande é um município brasileiro do estado da Paraíba, localizado na Região Geográfica Imediata de Cajazeiras.

## História
A fundação do povoado que originaria Serra Grande deu-se em meados do século XVIII, vindo a chamar-se inicialmente de Timbaúba, devido à grande quantidade da árvore homônima que existia no local.
Em 1898 algumas famílias se estabeleceram no local, que em volta, iniciou-se uma feira, que motivou o crescimento do povoado, vindo a tornar-se distrito de Misericórdia, atual Itaporanga.
Por meio da Lei Estadual nº 2.619 de 13 de dezembro de 1961, Serra Grande consegue emancipação de Itaporanga e passa a constituir município próprio.
A lei estadual nº 3.098, de 11 de julho de 1963, desmembra do município de Serra Grande o então distrito de São José, que passa a constituir município emancipado sob o nome de São José de Caiana, a partir de então, Serra Grande passa a ser constituido somente do distrito-sede, condição que permanece até os dias de hoje.

### Mudanças de nome
Em 1938, o então distrito que se chamava Timbaúba, muda de nome e passa a se chamar Serra Grande, mudando novamente o nome em 1943, quando passou a se chamar Ibitirussu, nome que manteve por cinco anos, voltando então a chamar-se Serra Grande, nome que mantém até hoje.

## Geografia
De acordo com o IBGE (Instituto Brasileiro de Geografia e Estatística), no ano de 2006 sua população era estimada em 3 045 habitantes. Área territorial de 83 km².

### Clima
O município está incluído na área geográfica de abrangência do semiárido brasileiro, definida pelo Ministério da Integração Nacional em 2005.  Esta delimitação tem como critérios o índice pluviométrico, o índice de aridez e o risco de seca.
Dados do Departamento de Ciências Atmosféricas, da Universidade Federal de Campina Grande, mostram que Serra Grande apresenta um clima com média pluviométrica anual de 832,3 mm e temperatura média anual de 24,1 °C.
| Dados climatológicos para Serra Grande        | Dados climatológicos para Serra Grande | Dados climatológicos para Serra Grande | Dados climatológicos para Serra Grande | Dados climatológicos para Serra Grande | Dados climatológicos para Serra Grande | Dados climatológicos para Serra Grande | Dados climatológicos para Serra Grande | Dados climatológicos para Serra Grande | Dados climatológicos para Serra Grande | Dados climatológicos para Serra Grande | Dados climatológicos para Serra Grande | Dados climatológicos para Serra Grande | Dados climatológicos para Serra Grande |
| Mês                                           | Jan                                    | Fev                                    | Mar                                    | Abr                                    | Mai                                    | Jun                                    | Jul                                    | Ago                                    | Set                                    | Out                                    | Nov                                    | Dez                                    | Ano                                    |
| --------------------------------------------- | -------------------------------------- | -------------------------------------- | -------------------------------------- | -------------------------------------- | -------------------------------------- | -------------------------------------- | -------------------------------------- | -------------------------------------- | -------------------------------------- | -------------------------------------- | -------------------------------------- | -------------------------------------- | -------------------------------------- |
| Temperatura máxima média (°C)                 | 32,9                                   | 31,8                                   | 31,0                                   | 30,6                                   | 29,7                                   | 29,0                                   | 29,2                                   | 30,9                                   | 32,4                                   | 33,8                                   | 34,0                                   | 33,8                                   | 31,6                                   |
| Temperatura média (°C)                        | 25,3                                   | 24,5                                   | 24,0                                   | 23,9                                   | 23,2                                   | 22,4                                   | 22,2                                   | 22,9                                   | 24,2                                   | 25,2                                   | 25,5                                   | 25,6                                   | 24,1                                   |
| Temperatura mínima média (°C)                 | 20,4                                   | 20,0                                   | 19,8                                   | 19,7                                   | 19,0                                   | 18,1                                   | 17,5                                   | 17,6                                   | 18,7                                   | 19,5                                   | 20,1                                   | 20,4                                   | 19,2                                   |
| Chuva (mm)                                    | 94,2                                   | 164,5                                  | 233,8                                  | 166,5                                  | 52,8                                   | 21,3                                   | 7,9                                    | 2,3                                    | 2,6                                    | 9,8                                    | 20,0                                   | 28,6                                   | 832,3                                  |
| Fonte: Departamento de Ciências Atmosféricas. |                                        |                                        |                                        |                                        |                                        |                                        |                                        |                                        |                                        |                                        |                                        |                                        |                                        |